# Hotel FM
Hotel FM – rumuński zespół muzyczny założony w kwietniu 2005 przez Brytyjczyka Davida Bryana i jego przyjaciół: Gabriela Băruțę i Alexa Szűza. 
Reprezentant Rumunii w 56. Konkursie Piosenki Eurowizji.

## Historia zespołu
W 2005 rumuński kompozytor Gabriel Băruța poszukiwał kilku utalentowanych muzyków z rodzinnej Oradei, by wraz z nimi stworzyć nowoczesny zespół pop-rockowy. Przez lata skład Hotel FM zmieniał się, a po ostatecznym ukształtowaniu się formacji wydali wiosną 2006 debiutancki album studyjny, zatytułowany po prostu Hotel FM. Członkowie grupy łączą działalność zespołową z innymi sprawami zawodowymi; David nagrywa muzykę do Sonetów Szekspira dla Florian Chelu Madeva (Rock Filarmonica Oradea) i gra w rumuńskim zespole ku czci Pink Floyda, Gabriel pisze piosenki dla utalentowanych dzieci, bierze udział w krajowych i międzynarodowych konkursach kompozytorskich (wiele z nich wygrał), a jako producent pracuje z artystami o różnych upodobaniach muzycznych: rock, pop, hip-hop czy nawet house.
W 2010 muzycy zgłosili się do krajowych selekcji do 55. Konkursu Piosenki Eurowizji z utworem „Come As One”, która propagowała ekologiczny tryb życia. Zajęli 4. miejsce. Rok później ponownie zgłosili się do rumuńskich eliminacji, tym razem z utworem „Change”, z którym zajęli pierwsze miejsce w finale, zdobywszy 22 punkty, dzięki czemu zostali reprezentantami Rumunii w 56. Konkursie Piosenki Eurowizji. Pomyślnie przeszedłwszy przez półfinał, wystąpili w finale i zajęli w nim 17. miejsce.

## Dyskografia
Albumy
- Hotel FM (2006)

Single
- 2010 – „Come As One”
- 2011 – „Change”